# Clematis 'Kakio'
Clematis 'Kakio' — крупноцветковый сорт клематиса (ломоноса). Используется в качестве вьющегося декоративного садового растения.

## Описание сорта
Диплоид.
Высота 1,8—3 метра.
Цветки 12—20 см в диаметре.
Листочки околоцветника в количестве 6—8, цвет изменчив, от розового до красного с зависимости от региона, по центру более светлые.
Пыльники жёлтые.
Сроки цветения: май, июнь, сентябрь.

## Агротехника
Рекомендуется посадка солнечных или полутенистых местах. К почвам не требователен.
Группа обрезки: 2 (у растений в возрасте 1 года осуществляется обрезка всех побегов на высоте около 30 см; у растений старше двух лет обрезают все побеги на высоте от 150 см).
Зона морозостойкости: 4b—9b.
В качестве опоры рекомендуются обелиски и шпалеры. Может выращиваться в контейнерах.